# 弗拉基米尔·索夫罗尼茨基
弗拉基米尔·弗拉基米罗维奇·索夫罗尼茨基（俄语：Владимир Владимирович Софроницкий，1901年5月8日—1961年8月29日），俄国钢琴家，被认为是俄国作曲家斯克里亞賓的音乐诠释者。

## 生平
弗拉基米尔·弗拉基米罗维奇·索夫罗尼茨基的父亲是一位物理教师，母亲则出生艺术世家。1903年，全家移居华沙，索夫罗尼茨基便开始跟随列别杰娃-格切维奇（А. В. Лебедева-Гецевич）学习钢琴，九岁后跟随米哈沃夫斯基学习。
1916年至1921年，索夫罗尼茨基就读聖彼得堡音樂學院，跟随尼古拉耶夫学习，并与肖斯塔科维奇、尤季娜以及已故作曲家斯克里亚宾的长女斯克里亚宾娜（Е. А. Скрябина）同窗。索夫罗尼茨基于1917年认识斯克里亚宾娜，并于1920年娶她为妻。当时，他已经对这位刚辞世的神秘作曲家的音乐颇有感触——正如尤季娜所言——通过妻子和斯克里亚宾家族，他对于斯克里亚宾的作品有了更深层次的领悟和情感交流。作曲家格拉祖诺夫和音乐评论家奥斯索夫斯基都一致认为，索夫罗尼茨基是一位杰出的钢琴演奏家。
1919年索夫罗尼茨基举办了他的第一次独奏音乐会，1928年至1929年间在法国举办了他仅有的一次国外巡回演出，他的另一次在海外演出是在1945年，受命于斯大林前往波茨坦会议为同盟国领导人表演。
1936年至1942年，索夫罗尼茨基在列宁格勒音乐学院任教，之后在莫斯科音乐学院任教，直至辞世。
他在莫斯科的斯克里亞賓博物館（Scriabin Museum）举办了多场演出，尤其是在他音乐事业的后期。
在最后的20年中，索夫罗尼茨基录制了多张专辑，但其专辑总量与其同乡后辈里赫特和吉列尔斯相比，仍是非常少的。他录制了大量斯克里亚宾的作品，以及贝多芬、舒伯特、肖邦、舒曼、李斯特、里亚多夫、拉赫玛尼诺夫、普罗科菲耶夫和其他音乐家的作品，以浪漫主义乐风为主。

## 獲獎與榮譽
1942年索夫罗尼茨基被授予俄罗斯苏维埃联邦社会主义共和国功勋艺术家称号，1943年获斯大林奖一等奖。

## 評價
索夫罗尼茨基认识斯克里亚宾娜时，她的父亲斯克里亚宾已经辞世，因此他从未见过这位伟大的作曲家。尽管如此，他的妻子坚信索夫罗尼茨基是能完美诠释其已故父亲作品的最优秀的钢琴家。的确，他所演奏的斯克里亚宾的作品被许多人认为是无法超越的。
另一位索夫罗尼茨基所钟爱的作曲家是肖邦。一次，他在接受记者访问时说道：“我一生都钟爱肖邦。”除肖邦和斯克里亚宾的作品外，索夫罗尼茨基还演奏从巴赫到梅特纳等主要作曲家的作品，甚至还尝试戈利奇等19世纪浪漫主义作曲家和20世纪早期俄国作曲家的作品。
索夫罗尼茨基在俄国本土颇受尊崇，但在西方国家由于从未举办巡回演出或录制专辑，因而知名度较低。里赫特和吉列尔斯都尊称索夫罗尼茨基为大师。有一次，索夫罗尼茨基举杯称赞里赫特是天才，里赫特则回敬并称索夫罗尼茨基为神。听闻索夫罗尼茨基辞世的消息时，吉列尔斯不禁感叹：“世界上最伟大的钢琴家逝世了！”

## 作品節選

### 商業錄音
索夫罗尼茨基的专辑在西方国家尚未系统发行。较著名的是贝塔斯曼音乐集团（BMG）出版的《俄罗斯钢琴学派系列》专辑，其中收录了一场完整的音乐会，包括颇受好评的舒曼第一钢琴奏鸣曲。在飞利浦《20世纪伟大钢琴家》系列专辑中，索夫罗尼茨基在第一张CD中演奏了肖邦的玛祖卡和华尔兹，在第二张CD中演奏了斯克里亚宾的部分经典作品，包括第2（第1乐章）、第3、第4和第9奏鸣曲以及《朝向火焰》。索夫罗尼茨基的专辑记录了20世纪最强烈、最独特的钢琴家个性之一。他的重要錄音作品包括：
- (CD). 20世紀偉大鋼琴家（英语：Great Pianists of the 20th Century）. Vol. 91. Philips Classics. 1999. 456 970-2.
- (CD). СОФРОНИЦКИЙ в музее Скрябина [SOFRONITSKY in the Scriabin Museum] Vol. 1. Vista Vera. 2009. CD-00195.
- (CD). СОФРОНИЦКИЙ в музее Скрябина [SOFRONITSKY in the Scriabin Museum] Vol. 2. Vista Vera. 2009. CD-00210.
- (CD). СОФРОНИЦКИЙ в музее Скрябина [SOFRONITSKY in the Scriabin Museum] Vol. 3. Vista Vera. 2010. CD-00213.

## 個人生活
索夫罗尼茨基不仅是钢琴家，还是一位创作回文的爱好者，例如：""（""）、""（""）、""（""）、""（""）、""（""）、""（""）、""（""）、""（""）等等。
索夫罗尼茨基的女儿薇薇安娜·索夫罗尼茨基也是一名钢琴家。